# Pierre de la Fade
La Pierre de la Fade, appelée aussi Cabane des Fées, est un dolmen situé à Blessac dans le département français de la Creuse.

## Historique
Pierre de Cessac a décrit le monument dans le Dictionnaire archéologique de la Gaule. L'édifice a fait l’objet d’un classement au titre des monuments historiques par la liste de 1889.

## Description
Le dolmen a été édifié à l'extrémité sud d'un plateau allongé. Il est de forme triangulaire. La table de couverture mesure 2,45 m de longueur sur 1,82 m de largeur. Elle repose sur deux orthostates et une dalle de chevet :
| Dalle                                            | Longueur | Hauteur | Épaisseur |
| ------------------------------------------------ | -------- | ------- | --------- |
| Chevet                                           | 2,37 m   | 1,19 m  | 0,50 m    |
| Orthostate sud                                   | 2,33 m   | 1,22 m  | 0,50 m    |
| Orthostate ouest                                 | 2,55 m   | 1,13 m  | 0,65 m    |
| Données : Dictionnaire archéologique de la Gaule |          |         |           |

Les supports dépassant la table d'environ 1,25 à 1,45 m, il existait peut-être à l'origine une deuxième table,. La chambre mesure 1,50 à 2 m  de longueur sur 1,70 m de largeur et 1,20 m de hauteur. Elle ouvre au sud-ouest. Toutes les dalles sont en granite dont le gisement le plus proche est situé à 3 km. 
Vers 1870, une fouille superficielle sur 0,30 m de profondeur n'a livré aucun matériel archéologique. Fin XIXe siècle, on pouvait voir, à l'est du dolmen, cinq petits tumuli très bas.